# Yannick Jadot
Yannick Jadot (Clacy-et-Thierret, 27 de juliol de 1967) és un polític i activista ecologista francès.
Es membre dels Verds des de 1999 i membre del Parlament Europeu des de 2009.
Fou designat candidat d'Europa Ecologia-Els Verds (EELV) a les eleccions presidencials de 2017 abans de retirar-se a favor de Benoît Hamon, candidat del Partit Socialista. La llista d'EELV que encapçalà a les eleccions al Parlament Europeu de 2019 fou tercera amb un 13,5% dels sufragis.
Al final de les primàries presidencials ecologistes de 2021, va ser nomenat candidat ecologista per a les eleccions presidencials de 2022.

## Llibres
- La politique à nous, Robert Laffont, Benoît Hamon, Yannick Jadot i Michel Wieviorka, 2017, 342 pàg.
- Aujourd'hui, tout commence!, Les Liens qui libèrent, 2019